# Circonscription électorale de Cordoue
Ne doit pas être confondu avec Circonscription autonomique de Cordoue.
La circonscription électorale de Cordoue est l'une des cinquante-deux circonscriptions électorales espagnoles utilisées comme divisions électorales pour les élections générales espagnoles.
Elle correspond géographiquement à la province de Cordoue.

## Historique
Elle est instaurée en 1977 par la loi pour la réforme politique puis confirmée avec la promulgation de la Constitution espagnole qui précise à l'article 68 alinéa 2 que chaque province constitue une circonscription électorale.

## Congrès des députés

### Synthèse
|             |       | 1977 | 1979 | 1982 | 1986 | 1989 | 1993 | 1996 | 2000 | 2004 | 2008 | 2011 | 2015 | 2016 | 04/19 | 11/19 | 2023 |
| ----------- | ----- | ---- | ---- | ---- | ---- | ---- | ---- | ---- | ---- | ---- | ---- | ---- | ---- | ---- | ----- | ----- | ---- |
| UCD         |       | 3    | 3    |      |      |      |      |      |      |      |      |      |      |      |       |       |      |
| PCE         |       | 1    | 1    |      |      |      |      |      |      |      |      |      |      |      |       |       |      |
| AP & alliés |       |      |      | 2    | 2    |      |      |      |      |      |      |      |      |      |       |       |      |
| IU          |       |      |      |      | 1    | 1    | 1    | 1    |      |      |      |      |      |      |       |       |      |
| PA          |       |      |      |      |      |      |      |      | 1    |      |      |      |      |      |       |       |      |
| PSOE        |       | 3    | 3    | 5    | 4    | 5    | 4    | 4    | 3    | 4    | 4    | 3    | 2    | 2    | 2     | 2     | 2    |
| PP          |       |      |      |      |      | 1    | 2    | 2    | 3    | 3    | 2    | 3    | 2    | 2    | 1     | 2     | 2    |
| Cs          |       |      |      |      |      |      |      |      |      |      |      |      | 1    | 1    | 1     |       |      |
| Podemos     |       |      |      |      |      |      |      |      |      |      |      |      | 1    | 1    | 1     | 1     |      |
| Vox         |       |      |      |      |      |      |      |      |      |      |      |      |      |      | 1     | 1     | 1    |
| Sumar       |       |      |      |      |      |      |      |      |      |      |      |      |      |      |       |       | 1    |
|             |       |      |      |      |      |      |      |      |      |      |      |      |      |      |       |       |      |
| Total       | Total | 7    | 7    | 7    | 7    | 7    | 7    | 7    | 7    | 7    | 6    | 6    | 6    | 6    | 6     | 6     | 6    |

### 1977
| Parti | Parti | Députés                                                                             |
| ----- | ----- | ----------------------------------------------------------------------------------- |
| PSOE  |       | Emilio Fernández Cruz, Guillermo Galeote, Rafael Vallejo Rodríguez                  |
| UCD   |       | Carmelo Casaño Salido, Antonio José Delgado de Jesús, José Javier Rodríguez Alcaide |
| PCE   |       | Ignacio Gallego Bezares                                                             |

### 1979
| Parti | Parti | Députés                                                                             |
| ----- | ----- | ----------------------------------------------------------------------------------- |
| PSOE  |       | Guillermo Galeote, Manuel Gracia Navarro, José Miguel Salinas Moya                  |
| UCD   |       | Carmelo Casaño Salido, Antonio José Delgado de Jesús, José Javier Rodríguez Alcaide |
| PCE   |       | Ignacio Gallego Bezares                                                             |

### 1982
| Parti  | Parti | Députés |
| ------ | ----- | --- |
| PSOE   |       | Salvador Blanco Rubio, Guillermo Galeote, Pedro Moya Milanés, Luis Planas Puchades, José Miguel Salinas Moya |
| AP-PDP |       | Joaquín Fayos Díaz, Manuel María Renedo Omaechevarría                                                        |

- José Miguel Salinas Moya est remplacé en juillet 1983 par Carmen del Campo Casasús.

### 1986
| Parti | Parti | Députés                                                                               |
| ----- | ----- | ------------------------------------------------------------------------------------- |
| PSOE  |       | Guillermo Galeote, Pedro Moya Milanés, Luis Planas Puchades, Rafael Vallejo Rodríguez |
| CP    |       | Diego Jordano Salinas, Manuel María Renedo Omaechevarría                              |
| IU    |       | Enrique Federico Curiel Alonso                                                        |

- Luis Planas Puchades est remplacé en juin 1987 par Carmen del Campo Casasús.
- Enrique Federico Curiel Alonso est remplacé en novembre 1988 par Francisco Moreno Gómez.

### 1989
| Parti | Parti | Députés |
| ----- | ----- | --- |
| PSOE  |       | Carmen del Campo Casasús, Angustias Contreras Villar, Guillermo Galeote, Pedro Moya Milanés, Rafael Vallejo Rodríguez |
| PP    |       | Diego Jordano Salinas                                                                                                 |
| IU    |       | Ernesto Caballero Castillo                                                                                            |

### 1993
| Parti | Parti | Députés                                                                                     |
| ----- | ----- | ------------------------------------------------------------------------------------------- |
| PSOE  |       | Carmen del Campo Casasús, José Antonio Griñán, Pedro Moya Milanés, Rafael Vallejo Rodríguez |
| PP    |       | Diego Jordano Salinas, José María Robles Fraga                                              |
| IU    |       | Rosa Aguilar                                                                                |

### 1996
| Parti | Parti | Députés                                                                                              |
| ----- | ----- | --- |
| PSOE  |       | Carmen del Campo Casasús, José Antonio Griñán, María del Carmen Montes Contreras, Pedro Moya Milanés |
| PP    |       | Diego Jordano Salinas, José María Robles Fraga                                                       |
| IU    |       | Rosa Aguilar                                                                                         |

### 2000
| Parti | Parti | Députés                                                                |
| ----- | ----- | ---------------------------------------------------------------------- |
| PSOE  |       | Carmen del Campo Casasús, José Antonio Griñán, Rafael Velasco Sierra   |
| PP    |       | María Amelia Caracuel del Olmo, Rafael Merino, José María Robles Fraga |
| IU    |       | Luis Carlos Rejón Gieb                                                 |

- José María Robles Fraga est remplacé en octobre 2001 par Florencio Luque Aguilar.
- Rafael Merino est remplacé en novembre 2002 par María Pilar Gracia Jiménez.
- Rafael Velasco Sierra est remplacé en septembre 2009 par Inmaculada Durán Sánchez.

### 2004
| Parti | Parti | Députés                                                                                             |
| ----- | ----- | --------------------------------------------------------------------------------------------------- |
| PSOE  |       | Carmen Calvo, Miguel Ángel Moratinos Cuyaubé, Rosa Lucía Polonio Contreras, Juan Luis Rascón Ortega |
| PP    |       | María Amelia Caracuel del Olmo, Teresa de Lara, Rafael Merino                                       |

- Rosa Lucía Polonio Contreras est remplacée en septembre 2007 par Narciso Sicilia Ávalos.

### 2008
| Parti | Parti | Députés                                                                                      |
| ----- | ----- | -------------------------------------------------------------------------------------------- |
| PSOE  |       | Carmen Calvo, Miguel Ángel Moratinos, Juan Luis Rascón Ortega, María Angelina Costa Palacios |
| PP    |       | Rafael Merino, Fernando López-Amor García                                                    |

### 2011
| Parti | Parti | Députés                                                                       |
| ----- | ----- | ----------------------------------------------------------------------------- |
| PP    |       | Federico Cabello de Alba Hernández, Rafael Merino, Fernando López-Amor García |
| PSOE  |       | Rosa Aguilar, Antonio Hurtado Zurera, María Angelina Costa Palacios           |

- Rosa Aguilar (PSOE) est remplacée en juin 2015 par Antonio Luis Amaro López.
- Angelina Costa (PSOE) est remplacée en octobre 2015 par Mateo Luna Alcaide.

### 2015
| Parti   | Parti | Députés                                             |
| ------- | ----- | --------------------------------------------------- |
| PSOE    |       | María Jesús Serrano Jiménez, Antonio Hurtado Zurera |
| PP      |       | José Antonio Nieto, Rafael Merino                   |
| Podemos |       | Marta Domínguez Álvarez                             |
| Cs      |       | Marcial Gómez Balsera                               |

### 2016
| Parti | Parti | Députés                                             |
| ----- | ----- | --------------------------------------------------- |
| PP    |       | José Antonio Nieto, Rafael Merino                   |
| PSOE  |       | María Jesús Serrano Jiménez, Antonio Hurtado Zurera |
| UP    |       | Manuel Enrique Monereo Pérez                        |
| Cs    |       | Marcial Gómez Balsera                               |

- José Antonio Nieto (PP) est remplacé en novembre 2016 par Isabel Cabezas Regaño.
- Rafael Merino (PP) est remplacé en février 2019 par Manuel Torres Fernández.

### Avril 2019
| Parti | Parti | Députés                            |
| ----- | ----- | ---------------------------------- |
| PSOE  |       | Luis Planas, Rafaela Crespín Rubio |
| PP    |       | Andrés Lorite Lorite               |
| Cs    |       | Marcial Gómez Balsera              |
| UP    |       | María Martina Velarde Gómez        |
| Vox   |       | José Ramírez del Río               |

### Novembre 2019
| Parti | Parti | Députés                                              |
| ----- | ----- | ---------------------------------------------------- |
| PSOE  |       | Luis Planas, Rafaela Crespín Rubio                   |
| PP    |       | Andrés Lorite Lorite, María de la O Redondo Calvillo |
| Vox   |       | José Ramírez del Río                                 |
| UP    |       | María Martina Velarde Gómez                          |

- Luis Planas (PSOE) est remplacé en février 2020 par Antonio Hurtado Zurera.

### 2023
| Parti | Parti | Députés                                            |
| ----- | ----- | -------------------------------------------------- |
| PP    |       | María Isabel Prieto Serrano, Bartolomé Madrid Olmo |
| PSOE  |       | Luis Planas, Rafaela Crespín Rubio                 |
| Vox   |       | José Ramírez del Río                               |
| Sumar |       | Enrique Santiago Romero                            |

- Luis Planas (PSOE) est remplacé le 12 décembre 2023 par Alberto Mayoral de Lamo.

## Sénat

### Synthèse
|             |       | 1977 | 1979 | 1982 | 1986 | 1989 | 1993 | 1996 | 2000 | 2004 | 2008 | 2011 | 2015 | 2016 | 04/19 | 11/19 | 2023 |
| ----------- | ----- | ---- | ---- | ---- | ---- | ---- | ---- | ---- | ---- | ---- | ---- | ---- | ---- | ---- | ----- | ----- | ---- |
| UCD         |       | 1    | 1    |      |      |      |      |      |      |      |      |      |      |      |       |       |      |
| AP & alliés |       |      |      | 1    | 1    |      |      |      |      |      |      |      |      |      |       |       |      |
| IU          |       |      |      |      |      | 1    |      |      |      |      |      |      |      |      |       |       |      |
| PSOE        |       | 3    | 3    | 3    | 3    | 3    | 3    | 3    | 3    | 3    | 3    | 1    | 3    | 1    | 3     | 3     | 1    |
| PP          |       |      |      |      |      |      | 1    | 1    | 1    | 1    | 1    | 3    | 1    | 3    | 1     | 1     | 3    |
|             |       |      |      |      |      |      |      |      |      |      |      |      |      |      |       |       |      |
| Total       | Total | 4    | 4    | 4    | 4    | 4    | 4    | 4    | 4    | 4    | 4    | 4    | 4    | 4    | 4     | 4     | 4    |

### 1977
| Parti | Parti | Sénateurs                                                               |
| ----- | ----- | ----------------------------------------------------------------------- |
| PSOE  |       | Matías Camacho Llóriz, Manuel Gracia Navarro, Joaquín Martínez Bjorkman |
| UCD   |       | Cecilio Valverde Mazuelas                                               |

### 1979
| Parti | Parti | Sénateurs                                                                  |
| ----- | ----- | -------------------------------------------------------------------------- |
| PSOE  |       | Emilio Fernández Cruz, Joaquín Martínez Bjorkman, Rafael Vallejo Rodríguez |
| UCD   |       | Cecilio Valverde Mazuelas                                                  |

### 1982
| Parti  | Parti | Sénateurs                                                                  |
| ------ | ----- | -------------------------------------------------------------------------- |
| PSOE   |       | Diego Alonso Colacios, Joaquín Martínez Bjorkman, Rafael Vallejo Rodríguez |
| AP-PDP |       | Luis Hens Tienda                                                           |

### 1986
| Parti | Parti | Sénateurs                                                                   |
| ----- | ----- | --------------------------------------------------------------------------- |
| PSOE  |       | Diego Alonso Colacios, Joaquín Martínez Bjorkman, Julián Santiago Bujalance |
| CP    |       | Antonio Aguilar Cruz                                                        |

### 1989
| Parti | Parti | Sénateurs                                                                   |
| ----- | ----- | --------------------------------------------------------------------------- |
| PSOE  |       | Diego Alonso Colacios, Joaquín Martínez Bjorkman, Julián Santiago Bujalance |
| IU    |       | Rafael García Contreras                                                     |

### 1993
| Parti | Parti | Sénateurs                                                                     |
| ----- | ----- | ----------------------------------------------------------------------------- |
| PSOE  |       | Diego Alonso Colacios, Joaquín Martínez Bjorkman, Ana María Sánchez de Miguel |
| PP    |       | Enrique Bellido Muñoz                                                         |

### 1996
| Parti | Parti | Sénateurs                                                                       |
| ----- | ----- | ------------------------------------------------------------------------------- |
| PSOE  |       | Eloísa Fernández Valenzuela, Prudencio Ostos Domínguez, Pedro Rodríguez Cantero |
| PP    |       | Enrique Bellido Muñoz                                                           |

### 2000
| Parti | Parti | Sénateurs                                                                         |
| ----- | ----- | --------------------------------------------------------------------------------- |
| PSOE  |       | Tomás Rafael Delgado Toro, María Carmen Montes Contreras, Pedro Rodríguez Cantero |
| PP    |       | Enrique Bellido Muñoz                                                             |

### 2004
| Parti | Parti | Sénateurs                                                                  |
| ----- | ----- | -------------------------------------------------------------------------- |
| PSOE  |       | María Isabel Flores Fernández, Luis Moreno Castro, Pedro Rodríguez Cantero |
| PP    |       | Ángel Blanco Moreno                                                        |

### 2008
| Parti | Parti | Sénateurs                                                                 |
| ----- | ----- | ------------------------------------------------------------------------- |
| PSOE  |       | María Isabel Flores Rodríguez, Antonio Hurtado Zurera, Luis Moreno Castro |
| PP    |       | Jesús Ramón Aguirre Muñoz                                                 |

### 2011
| Parti | Parti | Sénateurs                                                   |
| ----- | ----- | ----------------------------------------------------------- |
| PP    |       | Beatríz Jurado, Jesús Ramón Aguirre Muñoz, María Gil Morata |
| PSOE  |       | María Isabel Flores Fernández                               |

### 2015
| Parti | Parti | Sénateurs                                                                           |
| ----- | ----- | ----------------------------------------------------------------------------------- |
| PSOE  |       | José Manuel Mármol Servián, Juan Díaz Caballero, María de la Salud Navajas González |
| PP    |       | Beatríz Jurado                                                                      |

### 2016
| Parti | Parti | Sénateurs                                                         |
| ----- | ----- | ----------------------------------------------------------------- |
| PP    |       | Beatríz Jurado, Jesús Ramón Aguirre Muñoz, Fernando Priego Chacón |
| PSOE  |       | José Manuel Mármol Servián                                        |

- Beatríz Jurado (PP) est remplacée en janvier 2019 par Cristina Piernagorda Albañíl.
- Jesús Aguirre (PP) est remplacé en janvier 2019 par Ana María Tamayo Ureña.

### Avril 2019
| Parti | Parti | Sénateurs                                                                            |
| ----- | ----- | ------------------------------------------------------------------------------------ |
| PSOE  |       | María de los Ángeles Luna Morales, Alfonso Muñoz Cuenca, María Jesús Serrano Jiménez |
| PP    |       | Fernando Priego Chacón                                                               |

### Novembre 2019
| Parti | Parti | Sénateurs                                                                            |
| ----- | ----- | ------------------------------------------------------------------------------------ |
| PSOE  |       | María de los Ángeles Luna Morales, Alfonso Muñoz Cuenca, María Jesús Serrano Jiménez |
| PP    |       | Fernando Priego Chacón                                                               |

### 2023
| Parti | Parti | Sénateurs                                                                 |
| ----- | ----- | ------------------------------------------------------------------------- |
| PP    |       | Fernando Priego Chacón, Cristina Casanueva Jiménez, Lorena Guerra Sánchez |
| PSOE  |       | María de los Ángeles Luna Morales                                         |